# قنفذي ثلجي
القنفذي الثلجي نوع نباتي ينتمي إلى جنس القنفذي من الفصيلة النجمية.